# 관뒤쥐
관뒤쥐(Sorex coronatus) 또는 밀레뒤쥐는 땃쥐과에 속하는 포유류의 일종이다. 오스트리아와 벨기에, 프랑스, 독일, 리히텐슈타인, 네델란드, 스페인, 스위스 그리고 영국에서 발견된다.